# Église Saint-Désir de Lisieux
L'église Saint-Désir est une église catholique située à Lisieux, en France. Elle remplace un édifice du XVIIIe siècle détruit durant la bataille de Normandie et son architecture est considérée comme « une des réalisations les plus remarquables de la Reconstruction ».

## Localisation
L'église est située dans le département français du Calvados, sur la commune de Lisieux, au 37 avenue du 6-Juin, à l'angle avec la rue du Héron.

## Historique

### L'ancienne église Saint-Désir

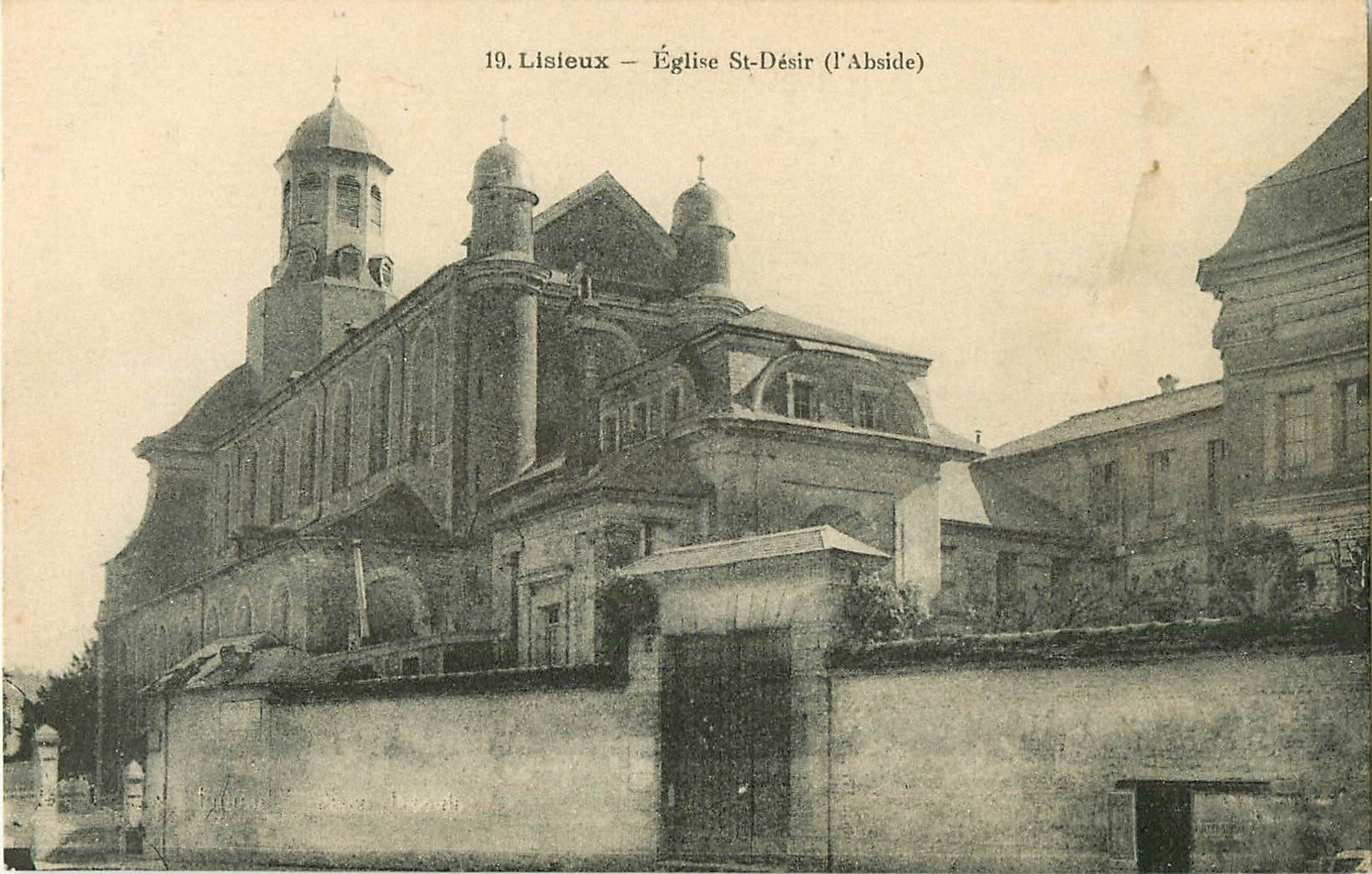
L'ancienne église Saint-Désir sur une carte postale ancienne.

L'église fait partie de l'abbaye Notre-Dame-du-Pré, communauté fondée à Saint-Pierre-sur-Dives au XIe siècle qui rejoint Lisieux.
En 1758, l'église de style classique est bâtie.
L'église paroissiale de Saint-Désir est détruite pendant la Révolution française, la chapelle sert à cet usage par la suite
.
Une confrérie de charité existe à Saint-Désir à partir de 1436 et l'édifice conserve des éléments précieux dont une croix de procession en argent.
En juin 1944, elle est détruite ainsi que les autres bâtiments de l'abbaye par les bombardements alliés. 21 moniales meurent alors.
En 1946, les décombres commencent à être déblayés. Sont retrouvés alors des pavés du Pré d'Auge.

### La nouvelle église
De 1956 à 1962, la nouvelle église est construite sous la direction de Robert Camelot, architecte de la Reconstruction de Lisieux et « selon un parti pris moderne ».
Le gros œuvre de la structure est achevé en 1959.
La commission de sécurité décide de fermer quelques mois l'édifice en 2014. L'église est désaffectée au culte par arrêté préfectoral du 1er décembre 2022.
Un projet de transformation de l'édifice en salle de spectacle est abandonné du fait du coût du projet, estimé à 12 millions d'euros. Des travaux de restauration des vitraux débutent le 04 novembre 2024 suite à des dégradations liées aux éléments et également volontaires.

## Protection de l'édifice
En 2006, l'édifice est classé au titre des monuments historiques.

## Architecture
L'édifice est en béton. L'église est orientée mais son ouverture est située sur le côté nord.
L'église est un vaste bâtiment au plan allongé, une coque en béton armé ornée de deux immenses verrières réalisées par Max Ingrand. L'architecture est novatrice, loin des églises classiques.
L'église possède sept travées.

## Décor

### Mobilier
Le mobilier est de qualité, le baptistère est décoré par Maurice Rocher.

### Vitraux
La grande verrière au nord est dédiée à l'Annonciation et est l'œuvre de Max Ingrand. Les deux verrières du chœur mesurent 10,80 m sur 18,20 m.